# 淮河镇 (盱眙县)
淮河镇，是中华人民共和国江苏省淮安市盱眙县下辖的一个乡镇级行政单位。2018年7月与明祖陵镇合并，设立新的淮河镇。以原明祖陵镇、淮河镇所辖区域为淮河镇行政区域，淮河镇人民政府驻城根村委会境内，办公地址为宁徐路76号。

## 行政区划
淮河镇下辖以下地区：
仁集社区、龚庄社区、伏湖村、明祖陵村、项魏村、渡口村、沿淮村、仁和村、费庄村和沙巷村、黄岗社区、城根社区、杨嘴村、腰滩村、花园村、蛤滩村、沿河村、大洲滩村、洪建村和前进村。